# Fußball-Südasienmeisterschaft 2003
| Fußball-Südasienmeisterschaft 2003 2003 South Asian Football Federation Cup™ |                             |
|                                                                              |                             |
| Anzahl Nationen                                                              | 8                           |
| Südasienmeister                                                              | Bangladesch                 |
| Austragungsort                                                               | Dhaka, Bangladesch          |
| Eröffnung                                                                    | 10. Januar 2003             |
| Endspiel                                                                     | 20. Januar 2003             |
| Tore                                                                         | 39 (Ø: 2,4 pro Spiel)       |
| Torschützenkönig                                                             | Sarfraz Rasool (PAK) 4 Tore |

Die fünfte  Fußball-Südasienmeisterschaft, offiziell South Asian Football Federation Cup 2003, fand vom 10. bis zum 20. Januar 2003 in Dhaka in Bangladesch statt. Am Turnier nahmen acht südasiatische Nationen teil. Südasienmeister 2003 wurde Gastgeber Bangladesch nach einem Elfmeterschießen gegen die Malediven. Titelverteidiger Indien wurde Turnier-Dritter. Erstmals nahmen Bhutan und Afghanistan am SAFF-Cup teil. Afghanistan wurde auf Wunsch der Asian Football Confederation eingeladen. Es war 2002 noch nicht auf der Teilnehmerliste.

## Austragungsort
Bangladesch sollte bereits die Südasienmeisterschaft 2001 im Oktober/November 2001 austragen. Diese wurden allerdings auf den Zeitraum zwischen dem 26. Januar und dem 5. Februar 2002 verlegt und anschließend wegen einer FIFA-Suspension des bangladeschischen Fußballverbands BFF am 11. Januar 2002 erneut verlegt. Auf diese Weise wurde 2001 das alle 2 Jahre stattfindende Turnier übersprungen. Austragungsstätte aller Turnierspiele war das Bangabandhu National Stadium in der Hauptstadt Dhaka. Es war die erste Ausrichtung des SAFF-Cups und eines internationalen Fußball-Nationen-Turniers von Bangladesch.

## Turnier

### Gruppe A
| Pl. | Land        | Sp. | S | U | N | Tore    | Diff. | Punkte |
| --- | ----------- | --- | - | - | - | ------- | ----- | ------ |
| 1.  | Pakistan    | 2   | 2 | 0 | 0 | 004:100 | +3    | 06     |
| 2.  | Indien      | 2   | 1 | 1 | 0 | 005:200 | +3    | 04     |
| 3.  | Sri Lanka   | 2   | 1 | 1 | 0 | 003:300 | ±0    | 04     |
| 4.  | Afghanistan | 2   | 0 | 0 | 2 | 000:600 | −6    | 0      |

|                 |   |             |     |
| 10. Januar 2003 |   |             |     |
| Indien          | – | Pakistan    | 0:1 |
| Sri Lanka       | – | Afghanistan | 1:0 |
| 12. Januar 2003 |   |             |     |
| Pakistan        | – | Sri Lanka   | 2:1 |
| Indien          | – | Afghanistan | 4:0 |
| 14. Januar 2003 |   |             |     |
| Afghanistan     | – | Pakistan    | 0:1 |
| Indien          | – | Sri Lanka   | 1:1 |

### Gruppe B
| Pl. | Land        | Sp. | S | U | N | Tore    | Diff. | Punkte |
| --- | ----------- | --- | - | - | - | ------- | ----- | ------ |
| 1.  | Bangladesch | 3   | 3 | 0 | 0 | 005:000 | +5    | 09     |
| 2.  | Malediven   | 3   | 2 | 0 | 1 | 009:300 | +6    | 06     |
| 3.  | Nepal       | 2   | 1 | 0 | 1 | 004:400 | ±0    | 03     |
| 4.  | Bhutan      | 2   | 0 | 0 | 2 | 000:110 | −11   | 0      |

|                 |   |           |     |
| 11. Januar 2003 |   |           |     |
| Malediven       | – | Bhutan    | 6:0 |
| Bangladesch     | – | Nepal     | 1:0 |
| 13. Januar 2003 |   |           |     |
| Nepal           | – | Bhutan    | 2:0 |
| Bangladesch     | – | Malediven | 1:0 |
| 15. Januar 2003 |   |           |     |
| Nepal           | – | Malediven | 2:3 |
| Bangladesch     | – | Bhutan    | 3:0 |

### Halbfinale
|                 |   |           |           |
| 18. Januar 2003 |   |           |           |
| Pakistan        | – | Malediven | 0:1       |
| 18. Januar 2003 |   |           |           |
| Bangladesch     | – | Indien    | 2:1 n. GG |

### Spiel um Platz 3
|                 |   |        |           |
| 20. Januar 2003 |   |        |           |
| Pakistan        | – | Indien | 1:2 n. GG |

### Finale
|                 |   |           |                      |
| 20. Januar 2003 |   |           |                      |
| Bangladesch     | – | Malediven | 1:1 n. V., 5:3 n. E. |